# 河外之戰
河外之戰發生於前247年，戰國時代秦國與魏、趙、韓、燕、楚五國聯軍之間的一場戰爭。

## 背景
前257年，信陵君魏無忌在邯鄲之戰救趙有功，但他竊取其兄魏安釐王虎符，又擊殺魏將晉鄙，因而害怕魏王降罪，不敢再回魏國，所以便命令副將率領魏軍回國，自己卻率領賓客停留在趙國。秦莊襄王聽說信陵君留在趙國，認為這是攻打魏國的大好機會，於前247年，命令大將蒙驁率領秦軍東向討伐魏國。恢復了元氣的秦軍大舉進攻魏國，魏軍屢敗，不能抵擋秦軍進攻。魏安釐王為此焦慮不安，就派使者去請魏無忌回國。魏王派使者持黃金彩幣，請魏無忌回國抵拒秦軍。在毛公和薛公的勸諭下，起初猶豫不決的魏無忌終於決定回到魏國。魏無忌和魏安釐王兄弟兩人十年未見，重逢時不禁相對落淚。魏安釐王任命魏無忌為上將軍，即魏軍最高統帥。

## 戰爭過程
信陵君回國後，魏王免去他竊符殺將之罪，頒授上將軍印。信陵君致書各國，請求派兵救援魏國。趙、韓、楚、燕等國國君素來敬重信陵君，紛紛遣軍到魏國，聽信陵君節制，只有齊國不肯發兵。魏無忌率領魏、趙、韓、楚、燕五國聯軍西向攻秦，在黃河以南大敗秦軍，秦軍敗退。聯軍追至河外，包圍了秦軍。信陵君親冒矢石，率先沖鋒。全軍士氣大振，緊隨衝鋒。秦軍陣營混亂，蒙驁因腹背受敵，被迫向西退兵。聯軍乘勝追擊至函谷關。秦軍緊閉關門，堅守不出。兩軍相持踰月，聯軍才退兵撤回。魏安釐王為表彰信陵君敗秦收復關東失地功勞，拜為上相，封邑五城。